# John Norman
John Norman, född den 6 januari 1991 i Stockholm, är en svensk ishockeyspelare i Djurgårdens IF i HockeyAllsvenskan. Tidigare har han spelat en säsong med finska Kärpät i FM-liga och dessförinnan tre a-lagssäsonger i Djurgården IF Hockey i Elitserien. Han fick sitt genombrott på seniornivå säsongen 2010/11 men debuterade i Elitserien redan 27 oktober 2009 mot Skellefteå AIK.
Han deltog i TV-pucken 2007. Normans lag Stockholm/Vit förlorade i finalen mot Småland med 2–1.